# Икскуль-Гильденбандты
Икскуль-Гильденбандт (нем. Uexküll-Güldenband; швед. Yxkull-Gyllenband) — балтийский немецкий баронский род.
Ветвь рода Икскуль. Оттон Икскуль-Гильденбандт, генерал-комиссар шведского правительства в Эстляндии и Ингерманландии, был возведён в 1648 году в баронское достоинство.
Одна ветвь этого рода в XVIII веке поселилась в Вюртемберге и получила в 1790 году графское достоинство Римской империи. Другая ветвь осталась в Эстляндии.
Род Икскуль-Гильденбандт внесён в дворянские матрикулы Лифляндской и Эстляндской губерний.
Представители рода в Российской империи:
- Икскуль фон Гильденбанд, Карл Петрович (1817—1894) — дипломат Российской империи, действительный тайный советник. Его жена: Варвара Ивановна.
- Икскуль-фон-Гильденбандт, Александр Александрович (1799—1880) — Георгиевский кавалер; генерал-лейтенант.
- Икскуль фон Гильденбандт, Александр Александрович (1840—1912) — сенатор, губернатор.
- Икскуль фон Гильденбандт, Юлий Александрович (1852—1918) — Государственный секретарь, действительный тайный советник.
- Икскуль-Гильденбандт, Николаус граф фон (1877—1944) — участник немецкого антигитлеровского сопротивления.